# Josep Coll i Bardolet
Josep Coll i Bardolet (Campdevánol, provincia de Gerona, 7 de noviembre de 1912 - Valldemosa, Mallorca,  30 de julio de 2007) fue un pintor español.

## Biografía
Estudió en Vich y en Olot. A finales de 1936, empezada la guerra civil, se exilió de España, y se instaló al año siguiente en Tours, donde hizo su primera exposición individual en la galería del Instituto de Touraine. En las navidades de 1937, se trasladó a Bruselas, trabajó en el puerto de Amberes y se matriculó en la Academia Real de Bellas Artes. Permaneció en la capital belga hasta 1939, año del estallido de la Segunda Guerra Mundial, cuando decidió volver a España. Se instaló en un primer momento en Barcelona. Posteriormente, permaneció unos años en Mallorca, aunque con un paréntesis de unos meses en Madrid, donde estudió grabado en la Academia de San Fernando. Al final, en 1944, se instaló definitivamente en Valldemosa (Mallorca).
Expuso en Vic, Barcelona, Palma de Mallorca, Francia, Bélgica, Suecia, Noruega y en los Estados Unidos. Su pintura, sensible y sincera, de estilo impresionista, ha dibujado el paisaje, las labores agrícolas y las danzas mallorquinas con acuarela, el collage y especialmente la pintura al óleo. Se dedicó también a la naturaleza muerta y a la ilustración.
Coll Bardolet fue también uno de los fundadores de la Obra Cultural Balear. En 1964, decidió promover la música coral organizando el Concierto del Torrente de Pareis, que se ha celebrado con periodicidad anual desde entonces. Cuando murió, donó la mayor parte de su obra al Santuario de Lluc, en Mallorca. Otra parte la legó a la Fundación Cultural Coll Bardolet de Valldemosa.

## Reconocimientos
- 1972: Caballero de la Orden de las Artes y las Letras.[1]
- 1987: Hijo adoptivo de Valdemosa.[1][3]
- 1990: Premio Cruz de San Jorge de la Generalidad de Cataluña.[1][3]
- 1991: Medalla de Oro de la Comunidad Autónoma de Baleares.[1]
- 1993: Caballero de la Orden de la Corona de Bélgica.[1]
- 2007: Hijo predilecto de Campdevànol.[3]